# Brunsbüttel kärnkraftverk
Brunsbüttel kärnkraftverk (tyska: Kernkraftwerk Brunsbüttel) är ett nedlagt kärnkraftverk i Brunsbüttel i Schleswig-Holstein, Tyskland. Kraftverket producerade under perioden 1976–2007 120 TWh eller cirka 4 TWh/år, vilket är cirka 1 procent av elanvändningen i Tyskland.

## Historik
Kraftverket började byggas den 15 april 1970, hade sin första kriticitet den 23 juni 1976, sin första anslutning till nät den 13 juli 1976, och påbörjade kommersiell drift den 9 februari 1977.
Kärnkraftverket ägs till 67% av Vattenfall och 33% av E.ON, och har en installerad eleffekt på 806 MW, och en termisk effekt på 2 292 MW.
Fram till 2007 hade kraftverket en kumulativ anläggningsfaktor på 61 procent, vilket kan jämföras med världsgenomsnittet 2018 på 78 procent.
Slutgiltigt beslut om nedläggning fattades den 6 augusti 2011.

### Elproduktion
Total produktion under anläggningens livstid: 120,5 TWh.

## Politiska beslut om nedläggning

### Beslut juni 2000
Den 14 juni 2000 träffades en överenskommelse mellan regeringen och energiföretagen i Tyskland som lade fast en tidplan för att successivt stänga ner samtliga kärnkraftverk fram till 2022. Enligt denna tidplan skulle Brunsbüttel stängas omkring år 2009.
Kraftverket stoppades i juni 2007 efter en störning på det yttre elnätet men kunde återstartas. Dock stoppades det den 21 juli 2007 då vissa säkerhetsbrister upptäckts i fästanordningar till rörledningar i ett nödkylsystem. Problemen åtgärdades men tillstånd för återstart från delstatens politiska ledning dröjde, vilket krympte möjlig drifttid fram till planerad stängning 2009.

### Beslut september 2010
Situationen förändrades i och med att överenskommelsen från år 2000 revs upp i september 2010 och i stora drag senarelade kärnkraftsavvecklingen med cirka 12 år vilket skulle medge drift av Brunsbüttel fram till 2018 och stängning av sista kraftverk omkring år 2030. Denna nya drifthorisont motiverade utökade insatser för att få acceptans från Schleswig-Holsteins regering och kärnkraftsmyndighet för återstart.

### Beslut juni 2011
Situationen förändrades igen i och med Fukushimaolyckan i mars 2011 vilket starkt påverkade opinionen mot kärnkraft i Tyskland, och ledde till att den tyska regeringen beslutade den 6 juni 2011 att i stort sett återgå till den tidigare tidplanen från år 2000 med all kärnkraft avvecklad senast 2022, och att Brunsbüttel inte skulle återstartas.

## Rivning
En ansökan om att riva anläggningen sändes in 2012 och ett kontrakt för arbetet med att demontera reaktortankens interndelar tecknades 2017.
I februari 2018 togs de sista bränslestavarna bort och därmed var endast en procent av det radoaktiva materialet kvar i anläggningen, varav 90 % befinner sig i reaktorkärlet och dess inneslutning.
Rivning av byggnaderna görs först senare, när de mest radioaktiva komponenterna plockats bort.